# MG MGA
MGA — спортивний автомобіль, що виготовлявся британською компанією MG у 1955—1962 рр.
MGA змінив модель MG TF 1500 Midget. При цьому MGA суттєво відрізнявся від ранніх спортивних MG. Офіційно автомобіль представили на Франкфуртському автосалоні, хоч його появу анонсували ще 26 вересня 1955 р. До припинення виробництва у липні 1962 р. виготовили та продали 101081 авт., причому більшість з них пішли на експорт. Тільки 5869 авт. були продані на внутрішньому ринку — найнижчий показник серед усіх британських автомобілів. Його заміною став MGB.

## Конструкція
Конструкція MGA бере свій початок у 1951 р., коли дизайнер MG Сід Еневер (Syd Enever) створив обтічний кузов гоночного автомобіля TD Джорджа Філіпса (George Philips) для 24 годин Ле-Ману. Через використання шасі від моделі TD автомобіль мав високе розташування сидіння водія, що створювало певні проблеми. Нове ж шасі мало раму, у якої була збільшена відстань між лонжеронами, днище кріпилось під, а не над рамою. Збудований прототип показали керівнику ВМС Леонарду Лорду (Leonard Lord). Однак він відхилив ідею виробництва, оскільки вже була підписана угода з Дональдом Хілі (Donald Healey) про виробництво автомобілів Austin-Healey. Але падіння продажів на традиційні моделі MG змінили думку керівника, до автомобіля, що спочатку називався серія-UA повернулися. Оскільки автомобіль суттєво відрізнявся від попередників, його назвали MGA, як зазначали тодішні реклами «перший у новій лінійці». Також доступним став новий двигун, звісно не агрегат XPAG, який планували встановлювати спочатку, а представника B-серії двигунів. Останній дозволяв знизити лінію капоту. Кабріолет MGA не мав дверних ручок, однак вони були у купе.
Автомобіль мав рамну конструкцію, комплектувався рядним чотирициліндровим двигуном В-серії, який також встановлювали на седан MG Magnette. Привод був заднім, трансмісія містила чотириступеневу коробку передач. Передня підвіска була пружинною з подвійними поперечними важелями, задня мала напівеліптичні ресори. Кермовий механізм: рейка та шестерня. Для автомобіля були доступними як спицьовані так і сталеві штапмовані дискові колеса.

## 1500

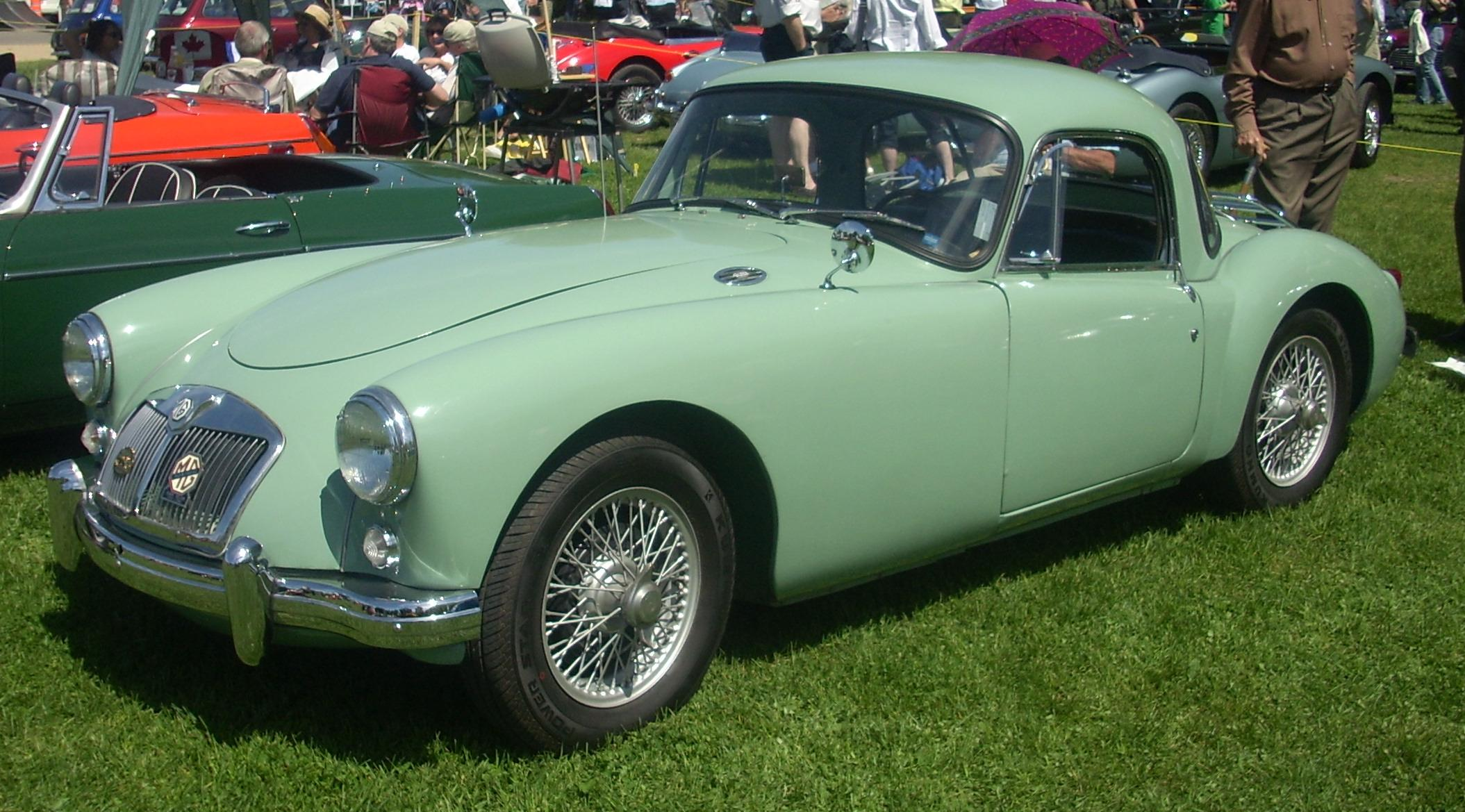
1955–1959

Двигун робочим об'ємом 1489 см куб. комплектувався двома карбюраторами Н4 SU, спочатку мав максимальну потужність 68 к.с. (51 кВт), пізніше 72 к.с. (54 кВт). Барабанні гальмівні механізми з гідравлічним приводом були на усіх колесах. Також виготовлялась версія купе, виробництво якої сягнуло 58750 авт.

Протестований новий автомобіль у 1955 р. журналом The Motor розвивав максимальну швидкість у 157 км/год (97,8 миль/год), міг розганятись від 0 до 97 км/год (60 миль/год) за 16 с. Витрата палива становила 26,7 миль на імперський галон (10,6 л/100 км, 22,2 mpg‑US). Тестований автомобіль коштував 884£ разом з податками. 

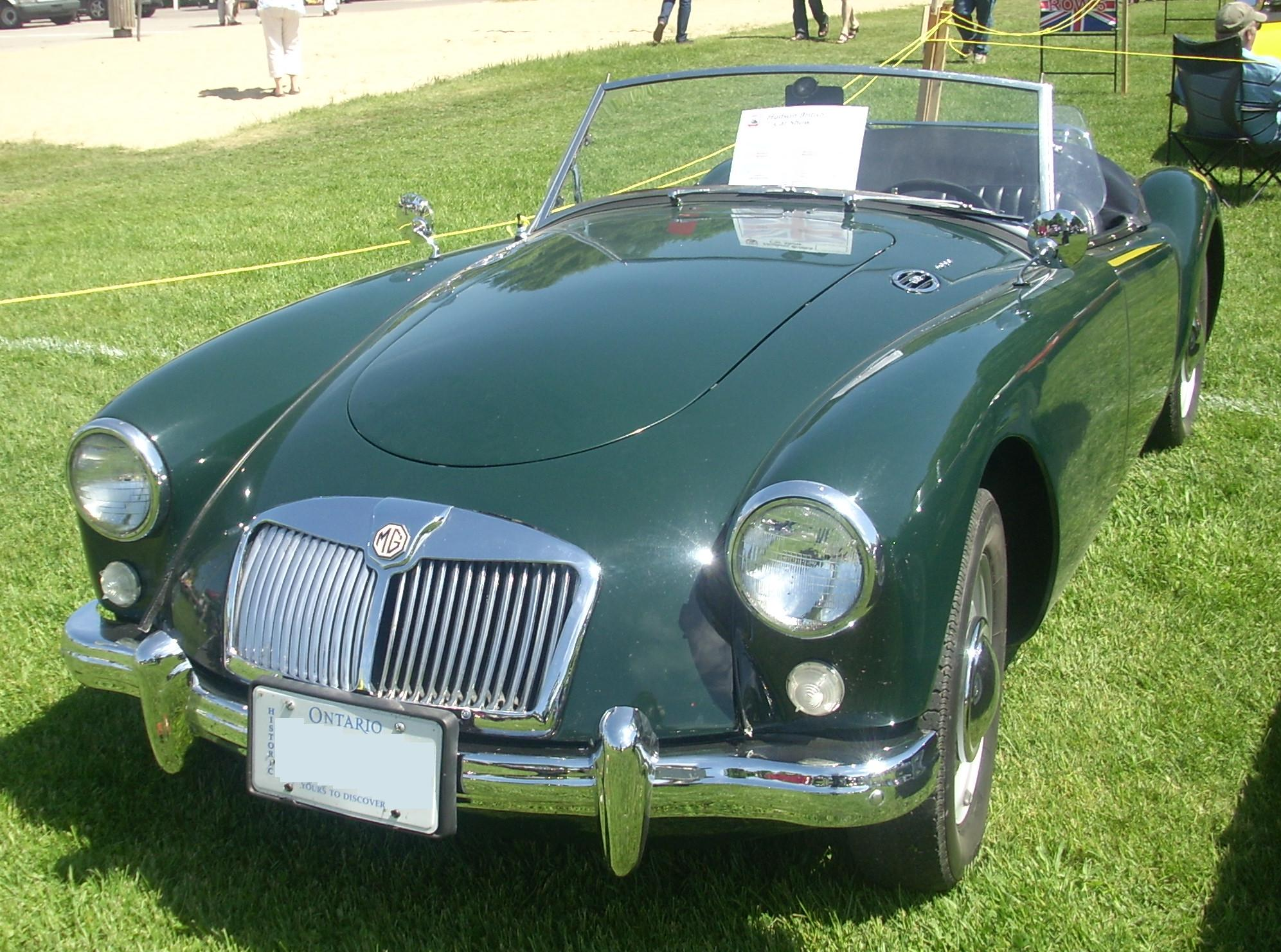
Родстер MG MGA 1958 р. (Північна Америка)
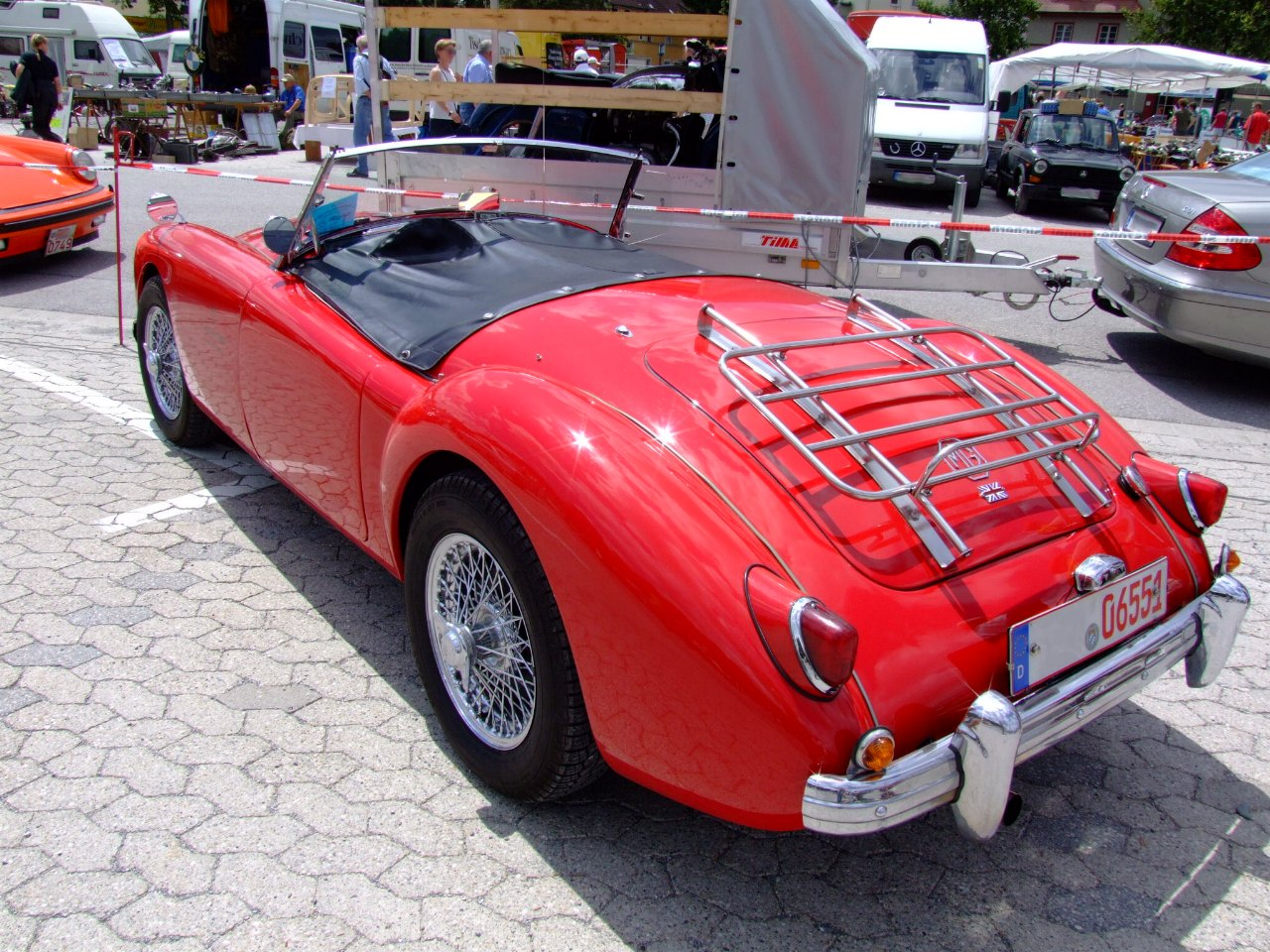
MGA 1500 (вигляд ззаду)
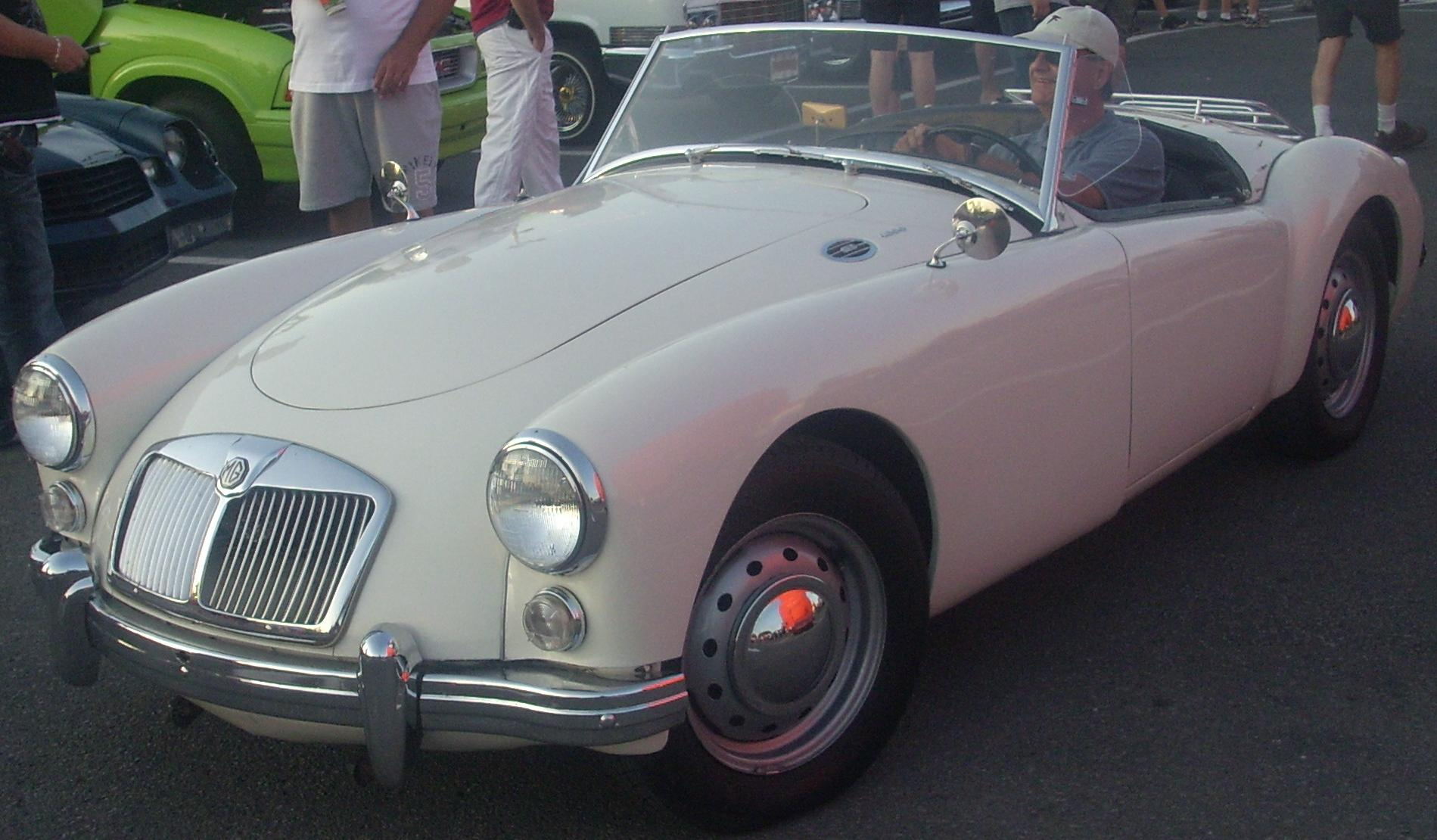
MG MGA із сталевими штампованими колесами (Північна Америка)

## Twin-Cam

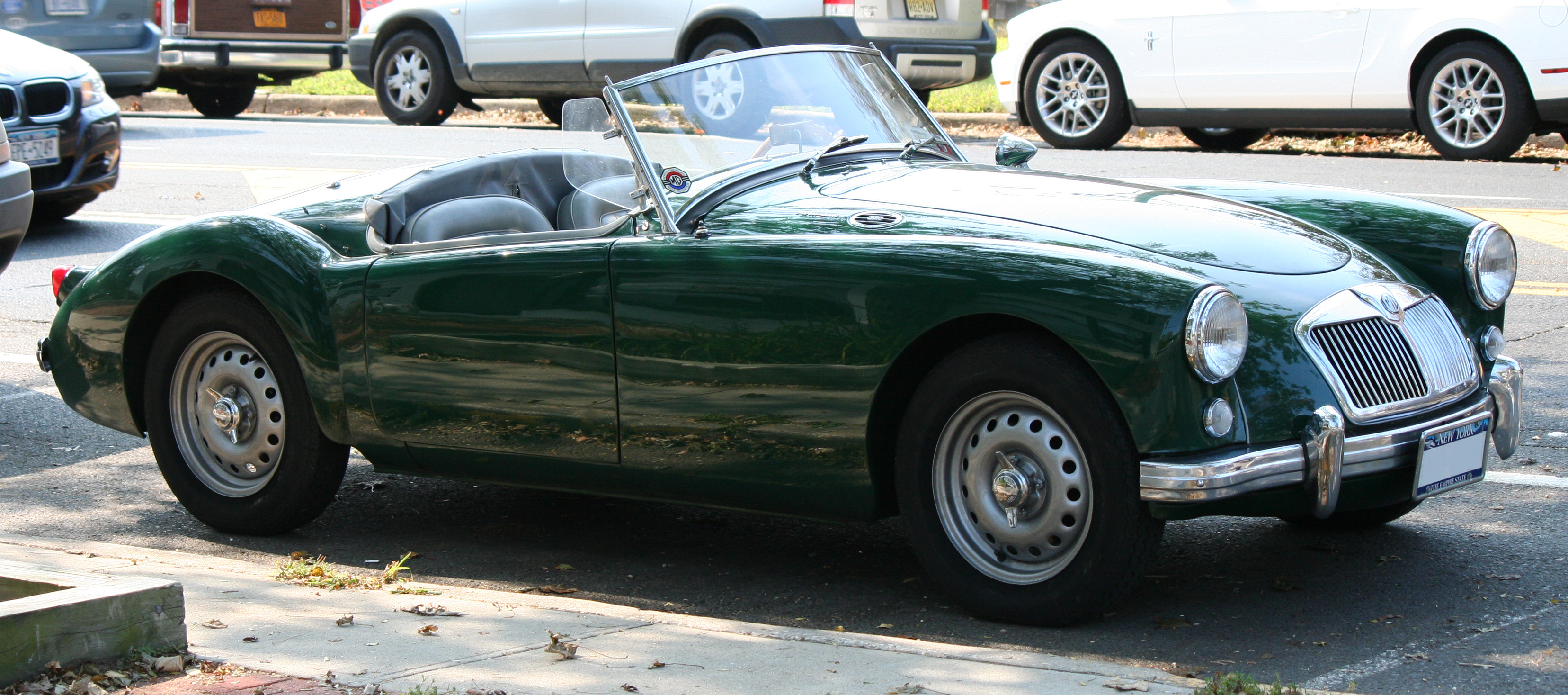
1958–1960

Потужніша модель з двома карбюраторами з'явилася у 1958 р. На ній встановлювався двигун зі збільшеним ступенем стиску (9,9 пізніше 8,1) з двома розподільчими валами у ГБЦ (DOHC) з алюмінієвого сплаву. Такий двигун В-серії розвивав 108 к.с. (81 кВт). Через проблеми з детонацією пізніше з'явився варіант зі зменшеним ступенем стиску: 100 к.с. (75 кВт). На моделях з 2-ма карбюраторами та «люксових» родстерах MGA 1600 та 1600 MkII встановлювались дискові гальмівні механізми Dunlop (на усіх колесах), і цієї ж фірми шиповий кермовий механізм, штамповані стальні колеса (схожі на колеса гоночних «Ягуарів»). Ці вдосконалення застосовували у невеликій кількості на моделях DeLuxe після закінчення виробництва версій з 2-ма карбюраторами. Окрім коліс, візуальною відмінністю моделей був логотип Twin-Cam біля вентиляційного отвору поблизу капоту. Уважно поглянувши на вентиляційні отвори можна було знайти іншу ознаку Twin-Cam та DeLuxe — вищезгадані дискові гальмівні механізми Dunlop.

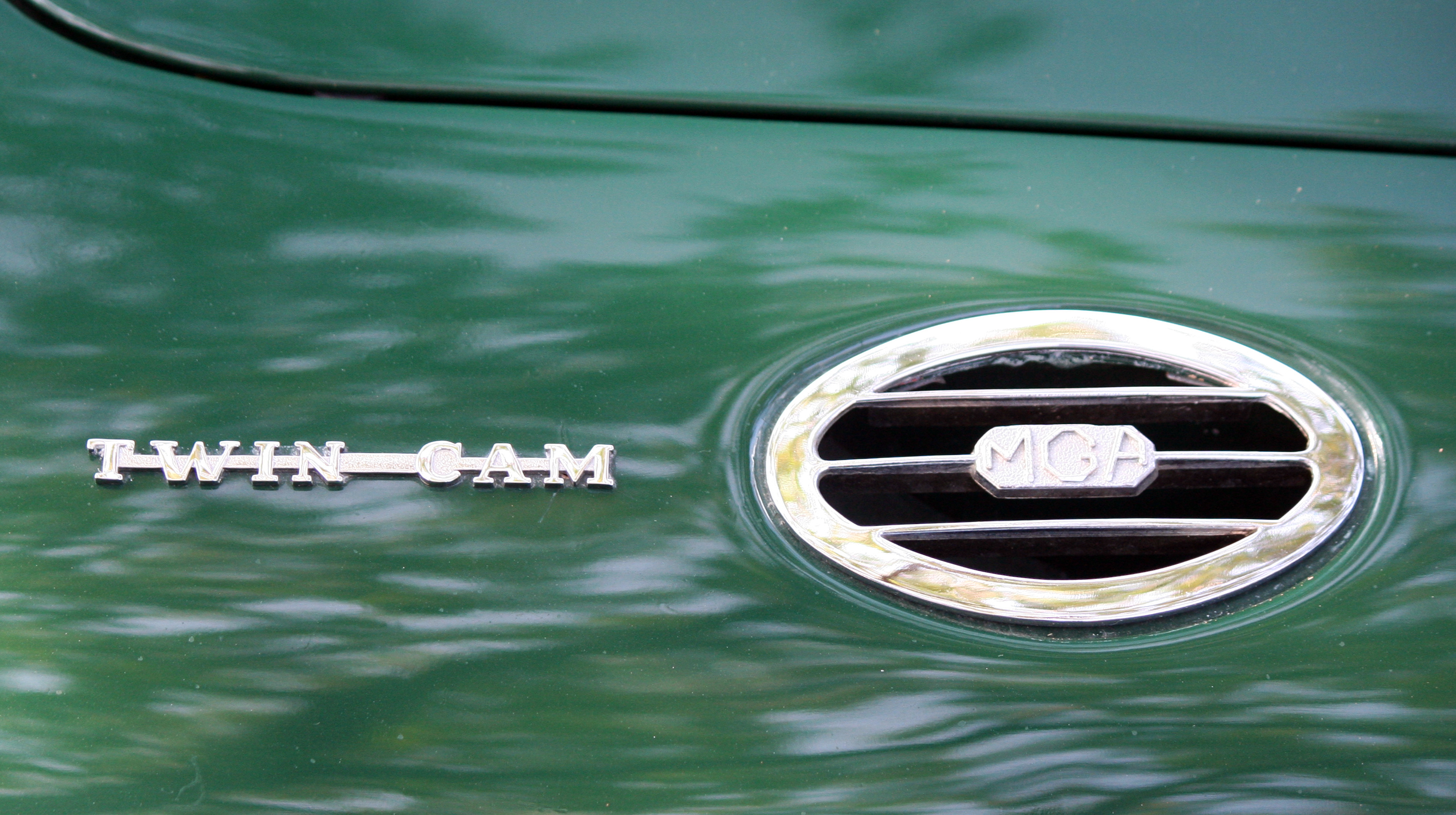
Логотип Twin-Cam поруч із вентиляційним отвором

Оновлений потужніший двигун мав великі гарантійні проблеми протягом виробництва тож продажі швидко знизились. Двигун страждав від проблем з детонацією та вигоранням оливи. Більшість проблем двигуна з двома карбюраторами вирішились зниженням ступеня стиску, однак було пізно. Twin-Cam зняли з виробництва у 1960-ому коли було виготовлено 2111 авт. (2210 за іншими даними). Виробництво закінчилось у квітні 1960-ого, однак знизилось до мінімуму тривалий час до того.
Автомобіль з відкритим кузовом був протестований журналом The Motor у 1958 р. Він розвивав максимальну швидкість у 182 км/год (113 миль/год), розгін від 0 до 60 миль/год (97 км/год) за 9,1 с, а його витрата палива становила 27,6 миль на імперський галон (10,2 л/100 км, 23.0 mpg‑US). Тестовий автомобіль коштував 1283£ разом з податками у 428£.
Дивно, однак відкритий MGA Twin Cam (індекс PMO 326), протестований журналом The Autocar у липні 1958 р. розганявся до 60 миль/год за 13,3 с, долав четверть милі аз 18,6 с. Максимальна швидкість була 113,5 миль/год, краще значення 114 миль/год.

## 1600 та 1600 De-Luxe

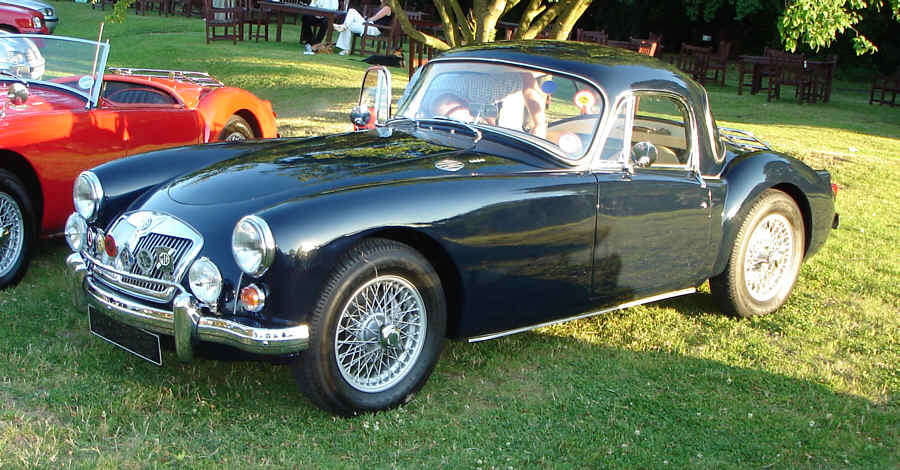
1959–1960

У травні 1959 р. базові автомобілі також отримали оновлений двигун, при робочому об'ємі у 1588 см3 розвивав 79,5 к.с. (59 кВт, 81 к.с.). Спереду встановлювались дискові гальма, однак ззаду залишались барабанні.
Менше ніж за три роки було виконано 31501 авт.
Візуально автомобіль дуже подібний до 1500 із незначними відмінностями, що включали: оранжеві або білі (залежно від ринку) передні поворотники, у одному корпусі з габаритними ліхтарями, окремі задні ліхтарі та поворотники, шильдик 1600 на багажнику та даху.
Певну кількість моделей 1600 De Luxe побудували встановлюючи на них спеціальні колеса, дискові гальмівні механізми (на усіх колесах), які залишились після припинення виробництва Twin-Cam. Також могли встановлювати навіть шасі від попереднього. Всього було побудовано 70 родстерів та 12 купе.
Автомобіль з відкритим кузовом був протестований журналом The Motor у 1959 р. Його максимальна швидкість становила 96,1 милі/год (154,7 км/год), розгін 0—60 миль/год (97 км/год) за 13,3 с. Витрата палива сягала 29,7 миль на імперський галон (9,5 л/100 км, 24,7 mpg-US). Тестовий автомобіль коштував 940£ включаючи податки у 277£.

## Mark II та Mark II De-Luxe

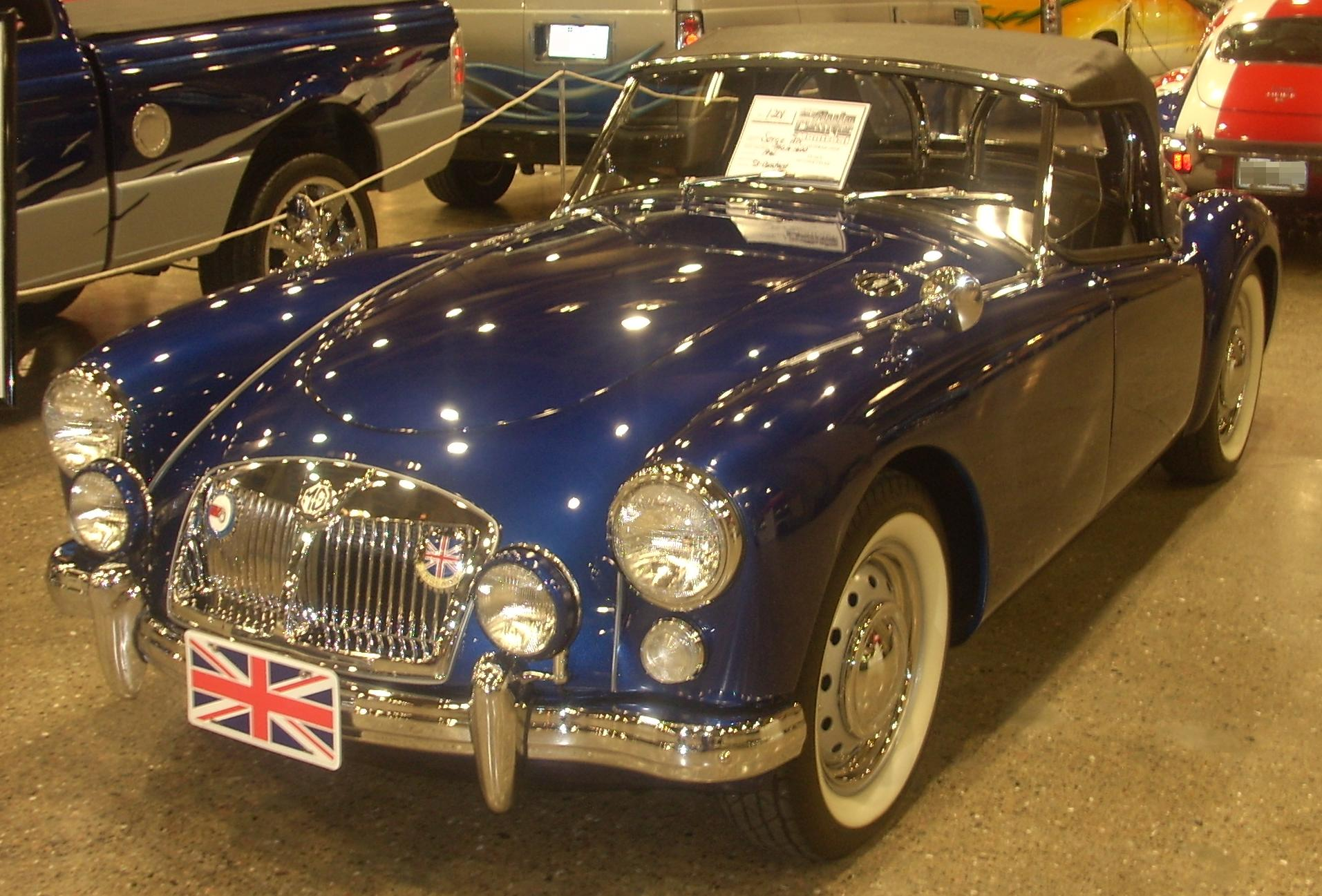
1960–1962

У 1961 р. з'явився Mark II зі збільшеним до 1622 см3 робочим об'ємом (за рахунок збільшення діаметра циліндра з 75,4 мм до 76,2 мм). Також змін зазнала ГБЦ його двигуна: змінилась форма камер згоряння, збільшились тарілки клапанів. Потужність зросла до 90 к.с. Передатне число головної передачі збільшилось до 4, що зробило більш комфортною швидкісну їзду. Найпомітнішими візуальними змінами стала втоплена решітка радіатора, задні ліхтарі від Morris Mini, що розміщувались горизонтально під кришкою багажника. Загалом було виготовлено 8198 родстерів та 521 купе Mark II.

Журнал Road&Track у вересні 1961 р. виконав огляд MG A 1600 Mark II (зразка 1961 р.): максимальна швидкість становила 105 миль/год, а розгін 0—60 миль/год відбувався за 12,8 с. 

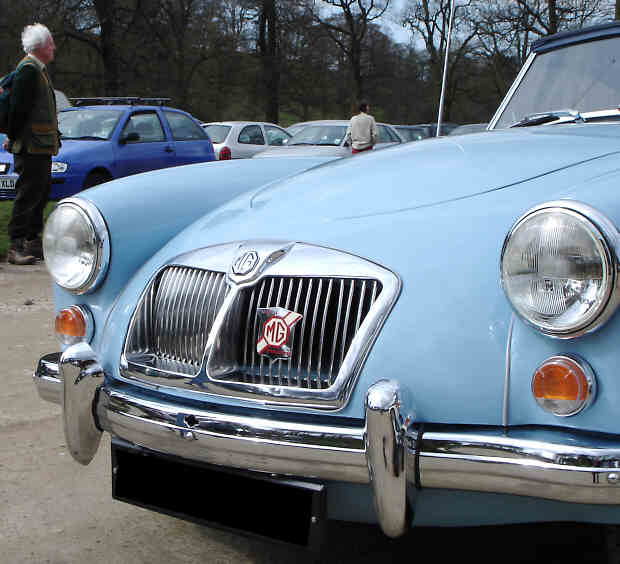
Нова утоплена решітка радіатора
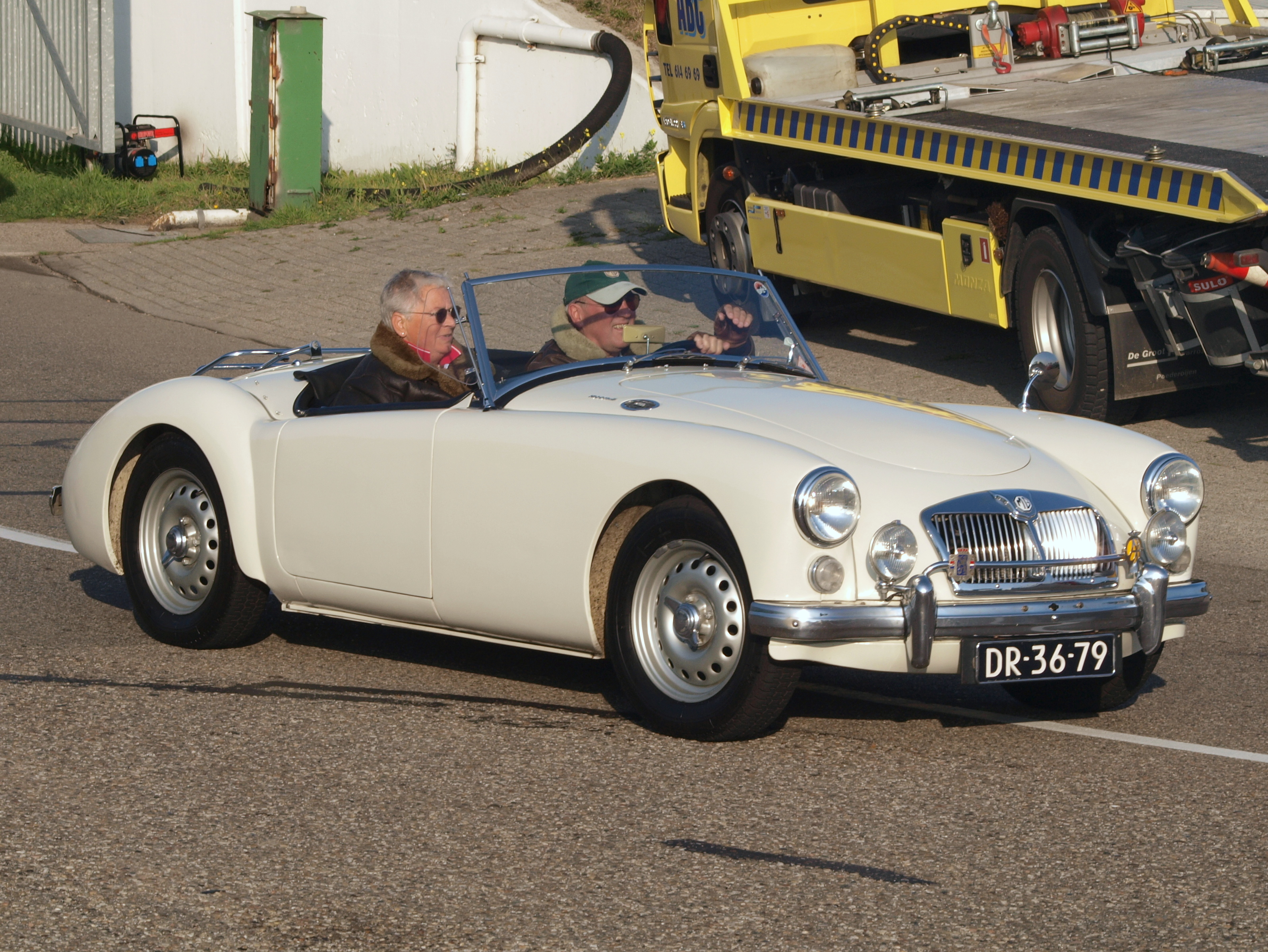
DeLuxe Roadster 1600 Mark II зі сталевими штампованими колесами

 Аналогічно до попередників існували й «люксові» моделі. Було виконано 290 родстерів та 23 купе Mark II De Luxe.

## Історія змагань
На замовлення гонщика Джорджа Філіпса, для участі на 24 годинах Ле-Мана 1951 р. був створений одиничний екземпляр на базі MG TD. Його кузов став основою для кузова MGA. Пізніше створили нове шасі з нижчим розташуванням сидіння водія, яке лягло у основу прототипу ЕХ 175.
Пізній прототип ЕХ 182 був дуже близьким до серійного MGA. Крім того, він приймав брав на Ле-Мані у 1955 р. На цьому змаганні взяли участь 3 прототипи MGA. Двоє з них фінішували зайнявши 12е та 17е місця у загальному заліку, доводячи доцільність виробництва нового автомобіля. Третій ж потрапив у аварію, серйозно травмувавши водія Діка Якобса (Dick Jacobs).
Починаючи з свого представлення у 1955 р. MGA брав участь у багатьох змаганнях на території США. Здобув численні перемоги у регіональних та національних чемпіонатах Клубу спортивних автомобілів Америки. Був дуже поширеним на гонках вінтажних автомобілів. Кент Празер (Kent Prather) став найуспішнішим гонщиком, що виступав MGA й отримав перемоги на національних чемпіонатах Клубу спортивних автомобілів Америки у 1986, 1990, 1995, 2002, 2003 та 2005 рр. Празер та його MGA отримавали перемоги незважаючи на факт, що його автомобіль часто був найстарішим серед кількох сотень учасників.
У 1960—1963 рр. MGA брав участь у NASCAR у Великих національних серіях, не маючи жодної перемоги. Після завершення виробництва автомобіля, MG (що до речі був єдиним іноземним учасником у NASCAR) вирішив не виставляти більше автомобілів на змагання, що зробило NASCAR монополією Детройтської великої трійки. Попри короткий період у 1970-их, коли на змаганнях з'явився AMC Matador від American Motors, не детройтський і навіть неамериканський представник з'явився аж у 2007 — Toyota Camry.

## Детальніше
- Anders Ditlev Clausager (1993). Original MGA. Bay View Books. ISBN 1-870979-31-1.
- John Heilig (1996). MG Sports Cars. Motorbooks. ISBN 0-7603-0112-3.